# Ed Clancy
Edward "Ed" Clancy, MBE (Barnsley, 12 marzo 1985), è un ex pistard e ciclista su strada britannico, vincitore di tre medaglie d'oro olimpiche consecutive nell'inseguimento a squadre tra il 2008 e il 2016, oltre che di cinque titoli mondiali, quattro nell'inseguimento a squadre e uno nell'omnium, e di cinque titoli europei, quattro nell'inseguimento a squadre e uno nell'omnium.
È considerato uno dei pistard più forti e completi della sua generazione nelle prove contro il tempo (chilometro da fermo, inseguimento individuale, 200 metri lanciati).

## Carriera

### Gli esordi, i titoli mondiali e l'oro olimpico di Pechino
Originario dello Yorkshire, Clancy comincia a pedalare all'età di cinque anni, quando il patrigno gli regala la prima bicicletta; a 14 anni comincia la carriera agonistica tra le file della Holme Valley Wheelers, mentre a 15 viene ammesso nella British Cycling Academy insieme, tra gli altri, a Mark Cavendish e Geraint Thomas. Fa quindi il suo debutto con la Nazionale nel 2004, all'età di diciannove anni, in occasione della prova di Coppa del mondo su pista a Mosca, e l'anno dopo contribuisce alla vittoria britannica nell'inseguimento a squadre ai campionati del mondo, gareggiando solo nella fase di qualificazione.
Con i compagni di quartetto Paul Manning, Geraint Thomas e Bradley Wiggins, Clancy si aggiudica quindi due titoli mondiali nell'inseguimento a squadre, nel 2007 a Palma di Maiorca e nel 2008 a Manchester. Ai Giochi olimpici di Pechino è, ancora insieme a Manning, Thomas e Wiggins, uno degli elementi – più precisamente il primo, il Man One – del quartetto che vince la medaglia d'oro nell'inseguimento a squadre. In quei Giochi la formazione britannica migliora per due volte il record mondiale sulla distanza dei 4 chilometri, prima in batteria, con 3'55"202, e poi in finale contro la Danimarca, stabilendo il tempo di 3'53"314. Per questi risultati nel 2009 Clancy viene nominato Membro dell'Ordine dell'Impero Britannico.

### 2009-2012: il mondiale dell'omnium e il secondo oro olimpico
Nel 2009 non coglie medaglie a livello mondiale, pur aggiudicandosi, come già nelle stagioni precedenti, alcune prove di Coppa del mondo. L'anno dopo ai campionati del mondo di Ballerup Clancy torna alla vittoria aggiudicandosi la prova dell'omnium (terzo oro iridato per lui); nell'inseguimento a squadre ottiene invece la medaglia d'argento – i britannici mancano il successo per soli 152 millesimi di secondo. Nel 2010 e nel 2011 fa suoi inoltre tre titoli europei, due nell'inseguimento a squadre e uno nell'omnium. Sempre nel 2011, con la divisa della squadra Continental Rapha-Condor-Sharp, vince una tappa al Tour de Korea, centrando così il primo successo in carriera in una gara UCI su strada.
Nell'aprile 2012, in quartetto con Steven Burke, Peter Kennaugh e Geraint Thomas, Clancy conquista il titolo mondiale nell'inseguimento a squadre a Melbourne, il terzo per lui nella specialità (quarto assoluto). In agosto ai Giochi olimpici di Londra si aggiudica quindi, sempre con Burke, Kennaugh e Thomas, l'oro nell'inseguimento a squadre, il secondo in carriera dopo quello di Pechino. Anche in tale occasione, come nel 2008, la squadra britannica migliora due volte il record del mondo: 3'52"499 in batteria, 3'51"659 nella finale contro l'Australia. In quei Giochi Clancy fa sua anche la medaglia di bronzo nell'omnium.

## Palmarès

### Pista
- 2005

Campionati britannici, Inseguimento a squadre (con Mark Cavendish, Steve Cummings e Geraint Thomas)
- 2006

Campionati britannici, Inseguimento a squadre (con Steve Cummings, Paul Manning e Chris Newton)
Campionati europei, Inseguimento a squadre Under-23 (con Ian Stannard, Andrew Tennant e Geraint Thomas)
2ª prova Coppa del mondo 2006-2007, Inseguimento a squadre (Mosca, con Paul Manning, Chris Newton e Geraint Thomas)
- 2007

4ª prova Coppa del mondo 2006-2007, Inseguimento a squadre (Manchester, con Robert Hayles, Paul Manning e Bradley Wiggins)
Campionati del mondo, Inseguimento a squadre (con Paul Manning, Geraint Thomas e Bradley Wiggins)
1ª prova Coppa del mondo 2007-2008, Inseguimento a squadre (Sydney, con Steve Cummings, Chris Newton e Bradley Wiggins)
2ª prova Coppa del mondo 2007-2008, Inseguimento a squadre (Pechino, con Steve Cummings, Paul Manning e Geraint Thomas)
- 2008

4ª prova Coppa del mondo 2007-2008, Inseguimento a squadre (Copenaghen, con Steven Burke, Paul Manning e Geraint Thomas)
Campionati del mondo, Inseguimento a squadre (con Paul Manning, Geraint Thomas e Bradley Wiggins)
Giochi olimpici, Inseguimento a squadre (con Paul Manning, Geraint Thomas e Bradley Wiggins)
1ª prova Coppa del mondo 2008-2009, Inseguimento individuale (Manchester)
1ª prova Coppa del mondo 2008-2009, Inseguimento a squadre (Manchester, con Steven Burke, Robert Hayles e Geraint Thomas)
- 2009

4ª prova Coppa del mondo 2008-2009, Inseguimento a squadre (Copenaghen, con Steven Burke, Peter Kennaugh e Chris Newton)
1ª prova Coppa del mondo 2009-2010, Inseguimento a squadre (Manchester, con Steven Burke, Andrew Tennant e Geraint Thomas)
- 2010

Campionati del mondo, Omnium
Campionati europei, Inseguimento a squadre (con Steven Burke, Jason Queally e Andrew Tennant)
2ª prova Coppa del mondo 2010-2011, Omnium (Cali)
- 2011

4ª prova Coppa del mondo 2010-2011, Inseguimento a squadre (Manchester, con Steven Burke, Geraint Thomas e Bradley Wiggins)
Campionati europei, Inseguimento a squadre (con Steven Burke, Peter Kennaugh e Geraint Thomas)
Campionati europei, Omnium
- 2012

Campionati del mondo, Inseguimento a squadre (con Steven Burke, Peter Kennaugh e Geraint Thomas)
Giochi olimpici, Inseguimento a squadre (con Steven Burke, Peter Kennaugh e Geraint Thomas)
- 2013

Campionati europei, Inseguimento a squadre (con Steven Burke, Owain Doull e Andrew Tennant)
Campionati britannici, Inseguimento individuale
Campionati britannici, Corsa a punti
1ª prova Coppa del mondo 2013-2014, Inseguimento a squadre (Manchester, con Steven Burke, Owain Doull e Andrew Tennant)
- 2014

Campionati europei, Inseguimento a squadre (con Jonathan Dibben, Owain Doull e Andrew Tennant)
- 2015

Internazionale di Fiorenzuola, Scratch
Derby Revolution Series, Omnium
- 2016

Giochi olimpici, Inseguimento a squadre (con Steven Burke, Owain Doull e Bradley Wiggins)
- 2017

2ª prova Coppa del mondo 2017-2018, Inseguimento a squadre (Manchester, con Steven Burke, Kian Emadi e Oliver Wood)
- 2018

Campionati del mondo, Inseguimento a squadre (con Kian Emadi, Ethan Hayter e Charlie Tanfield)

### Strada
- 2005 (Team Sparkasse, una vittoria)

2ª tappa Tour de Berlin
- 2009 (Halfords, una vittoria)

Eddie Soens Memorial
- 2011 (Rapha-Condor-Sharp, una vittoria)

5ª tappa Tour de Korea (Dangjin > Chungju)
- 2013 (Rapha Condor JLT, una vittoria)

Eddie Soens Memorial
- 2017 (JLT Condor, una vittoria)

Eddie Soens Memorial
- 2018 (JLT Condor, una vittoria)

Prologo Herald Sun Tour (Melbourne > Melbourne, cronometro)

#### Altri successi
- 2005 (Team Sparkasse)

Criterium di Bad Oeynhausen
- 2009 (Team Halfords)

Eddie Soens Memorial
Criterium di Blackpool
- 2010 (Motorpoint-Marshalls Pasta)

Stafford Town Center Races
Criterium di Warwick
- 2011 (Rapha-Condor-Sharp)

Criterium di Colne
- 2012 (Rapha-Condor-Sharp)

Criterium di Peterborough

## Piazzamenti

### Classiche monumento
- Liegi-Bastogne-Liegi

2007: ritirato

### Competizioni mondiali
- Campionati del mondo su pista

Los Angeles 2005 - Inseg. a squadre: vincitore
Palma di Maiorca 2007 - Inseg. a squadre: vincitore
Manchester 2008 - Inseg. a squadre: vincitore
Pruszków 2009 - Inseguimento a squadre: 4º
Ballerup 2010 - Inseguimento a squadre: 2º
Ballerup 2010 - Omnium: vincitore
Apeldoorn 2011 - Inseguimento a squadre: 3º
Melbourne 2012 - Inseguimento a squadre: vincitore
Melbourne 2012 - Omnium: 4º
Minsk 2013 - Inseguimento a squadre: 2º
Cali 2014 - Inseguimento a squadre: 8º
Cali 2014 - Omnium: 5º
St-Quentin-en-Yvelines 2015 - Inseg. a squadre: 2º
Londra 2016 - Inseguimento a squadre: 2º
Apeldoorn 2018 - Inseguimento a squadre: vincitore
Pruszków 2019 - Inseguimento a squadre: 2º
Berlino 2020 - Inseguimento a squadre: 5º
- Campionati del mondo su strada

Madrid 2005 - Cronometro Under-23: 37º
- Giochi olimpici

Pechino 2008 - Inseguimento a squadre: vincitore
Londra 2012 - Inseguimento a squadre: vincitore
Londra 2012 - Omnium: 3º
Rio de Janeiro 2016 - Inseg. a squadre: vincitore
Tokyo 2020 - Inseg. a squadre: 7º

### Competizioni continentali
- Campionati europei su pista

Pruszków 2010 - Inseguimento a squadre: vincitore
Pruszków 2010 - Omnium: 4º
Apeldoorn 2011 - Inseguimento a squadre: vincitore
Apeldoorn 2011 - Omnium: vincitore
Apeldoorn 2013 - Inseguimento a squadre: vincitore
Baie-Mahault 2014 - Inseguimento a squadre: vincitore
Baie-Mahault 2014 - Scratch: 3º
Apeldoorn 2019 - Inseguimento a squadre: 3º